# Zhongshan Fußballstadion
Das Zhongshan Fußballstadion (臺北中山足球場) ist ein Stadion in Taipei, der Hauptstadt Taiwans. Es bietet Platz für 20.000 Zuschauer bei Fußballspielen und bis zu 40.000 Besuchern von Konzerten. Es war das Heimstadion der Fußballnationalmannschaft des Landes. Das Stadion befindet sich im Stadtteil Zhongshan, daher der Name. 
Im März 2007 beschloss der die Stadtregierung das Stadion zum 1. Juli 2008 zeitweise zu schließen, um 2010 im Stadion die International Garden and Horticulture Exhibition abzuhalten. Der nationale Fußballverband protestierte dagegen energisch, denn das Zhongshan Stadion war zu diesem Zeitpunkt das einzige Stadion in Taiwan, welches von der FIFA zugelassen war. Wäre das Stadion geschlossen worden, so hätte die taiwanische Fußballmannschaft keine internationalen Spiele mehr bestreiten können. Der Verband erreichte einen Aufschub der Schließung bis zum November 2008.
Die Fußballnationalmannschaft von Taiwan trägt ihre Länderspiele seither im Nationalstadion Kaohsiung oder im zwischenzeitlich renovierten Taipei Municipal Stadium aus.